# Domaniža
Domaniža (maďarsky Demény) je obec na Slovensku v okrese Považská Bystrica. Žije zde přibližně 1 600 obyvatel. První písemná zmínka o obci pochází z roku 1268.

## Poloha obce
Obec se nachází mezi Strážovskými vrchy na jihozápadě a Súľovskými vrchy na severu, v malé pánvi potoka Domanižanka, levostranného přítoku řeky Váh. Leží na silnici II/517 zhruba 13 kilometrů od Považské Bystrice.
Součástí obce jsou dvě přidružené místní části, Domanižská Lehota, přidružená v roce 1902, a Kardošova Vieska, která byla připojena v roce 1974.

## Památky v obci
Nejvýznamnější památkou a dominantou obce je gotický, renesančně přestavěný Kostel sv. Mikuláše ze 14. století, který byl postaven na místě původní románské rotundy.